# Carbuccia
Carbuccia är en kommun i departementet Corse-du-Sud på ön Korsika i Frankrike. År 2022 hade Carbuccia 380 invånare.

## Befolkningsutveckling
Antalet invånare i kommunen Carbuccia
Referens:INSEE